# Johanna Rantsi
Johanna Christina Rantsi, född 21 maj 1990 i Styrsö församling i Göteborg, är en svensk politiker (moderat). Hon är ordinarie riksdagsledamot sedan 2022 (dessförinnan tjänstgörande ersättare 2019), invald för Västra Götalands läns västra valkrets.
Rantsi kandiderade i riksdagsvalet 2018 och blev ersättare. Hon var tjänstgörande ersättare i riksdagen för Ellen Juntti 18 februari–11 april 2019.
Rantsi är ordinarie riksdagsledamot sedan valet 2022. I riksdagen är hon ledamot i trafikutskottet sedan 2022 och suppleant i utbildningsutskottet. Rantsi har varit extra suppleant i arbetsmarknadsutskottet.